# Aloeides damarensis
The Damara Copper (Aloeides damarensis) là một loài bướm thuộc họ Lycaenidae. Loài này có ở Nam Phi, ở đó nó có ở coastal KwaZulu-Natal to the Drakensberg, phía bắc into Mpumalanga và the tỉnh Limpopo.
Sải cánh từ 25–32 mm đối với con đực và 28–36 mm đối với con cái. Cá thể trưởng thành mọc cánh từ tháng 9 tới tháng 4 phía nam part of the range và quanh năm in the north.
Ấu trùng ăn các loài Aspalathus species.

## Phân loài
- Aloeides damarensis damarensis (West, North và East Cape và south-phía tây Orange Free State)
- Aloeides damarensis mashona Tite & Dickson, 1973 (from phía bắc KwaZulu-Natal to Mpumalanga, Gauteng, the Limpopo Province và the North West Province)

## Hình ảnh

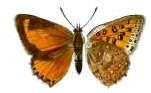